# Stefan Schwab
Stefan Schwab (Saalfelden, 27 september 1990) is een Oostenrijks voetballer die doorgaans speelt als middenvelder. In juli 2025 verruilde hij PAOK Saloniki voor Holstein Kiel. Schwab maakte in 2017 zijn debuut in het Oostenrijks voetbalelftal.

## Clubcarrière
Schwab speelde tussen 1997 en 2004 in de jeugd van 1. Saalfeldner SK, waarna hij vertrok naar de opleiding van profclub Red Bull Salzburg. In 2010 werd hij verhuurd aan Lustenau, waarvoor hij eenentwintig wedstrijden speelde in de Erste Liga. In de winterstop van het seizoen 2010/11 werd de middenvelder overgenomen door Admira Wacker. In de zomer van 2011 promoveerde de club naar de Bundesliga, waar Schwab nog drie seizoenen met de club zou spelen.
In de zomer van 2014 kocht Rapid Wien de Oostenrijkse middenvelder van Admira Wacker.. Rapid betaalde circa vierhonderdduizend euro voor zijn diensten. Met Rapid speelde hij in de zomer van 2015 in de voorrondes van de Champions League tegen Ajax. In de heenwedstrijd maakte hij een sliding op Jaïro Riedewald. Daarvoor toonde de Schotse leidsman William Collum hem een rode kaart. Internationale media reageerden heftig op de overtreding van Schwab. Zo noemden sommige media het een 'brute aanval' of een 'killer-tackle'. De UEFA schorste de middenvelder voor twee wedstrijden. In de zomer van 2016 verlengde Schwab zijn contract met drie jaar tot de zomer van 2020.
Na afloop van deze verbintenis verkaste de middenvelder naar PAOK Saloniki, waar hij voor twee jaar tekende. Dit contract werd aan het einde met twee seizoenen verlengd. In het seizoen 2023/24 kroonde PAOK zich tot Grieks landskampioen. Na afloop van deze jaargang werd de verbintenis van Schwab opengebroken en met een jaar verlengd. Na afloop van dit contract tekende hij voor één jaar bij Holstein Kiel.

## Clubstatistieken
| Seizoen | Club          | Competitie    | Competitie | Competitie | Beker | Beker | Internationaal | Internationaal | Totaal | Totaal |
| Seizoen | Club          | Competitie    | Wed.       | Dlp.       | Wed.  | Dlp.  | Wed.           | Dlp.           | Wed.   | Dlp.   |
| ------- | ------------- | ------------- | ---------- | ---------- | ----- | ----- | -------------- | -------------- | ------ | ------ |
| 2010/11 | Lustenau      | Erste Liga    | 21         | 6          | 2     | 0     | —              | —              | 23     | 6      |
| 2010/11 | Admira Wacker | Erste Liga    | 12         | 4          | 0     | 0     | —              | —              | 12     | 4      |
| 2011/12 | Admira Wacker | Bundesliga    | 27         | 4          | 2     | 0     | —              | —              | 29     | 4      |
| 2012/13 | Admira Wacker | Bundesliga    | 33         | 7          | 2     | 0     | 4              | 1              | 39     | 8      |
| 2013/14 | Admira Wacker | Bundesliga    | 30         | 4          | 4     | 0     | —              | —              | 34     | 4      |
| 2014/15 | Rapid Wien    | Bundesliga    | 30         | 4          | 4     | 1     | 2              | 0              | 36     | 5      |
| 2015/16 | Rapid Wien    | Bundesliga    | 36         | 8          | 4     | 0     | 10             | 1              | 50     | 9      |
| 2016/17 | Rapid Wien    | Bundesliga    | 27         | 5          | 5     | 2     | 7              | 2              | 39     | 9      |
| 2017/18 | Rapid Wien    | Bundesliga    | 31         | 12         | 3     | 1     | —              | —              | 34     | 13     |
| 2018/19 | Rapid Wien    | Bundesliga    | 32         | 4          | 6     | 0     | 12             | 2              | 50     | 6      |
| 2019/20 | Rapid Wien    | Bundesliga    | 30         | 8          | 2     | 1     | —              | —              | 32     | 9      |
| 2020/21 | PAOK Saloniki | Super League  | 33         | 7          | 6     | 1     | 9              | 1              | 48     | 9      |
| 2021/22 | PAOK Saloniki | Super League  | 33         | 3          | 5     | 0     | 14             | 2              | 52     | 5      |
| 2022/23 | PAOK Saloniki | Super League  | 31         | 3          | 7     | 1     | 2              | 0              | 40     | 4      |
| 2023/24 | PAOK Saloniki | Super League  | 33         | 5          | 6     | 2     | 15             | 3              | 54     | 10     |
| 2024/25 | PAOK Saloniki | Super League  | 28         | 5          | 4     | 0     | 15             | 1              | 47     | 6      |
| 2025/26 | Holstein Kiel | 2. Bundesliga | 0          | 0          | 0     | 0     | —              | —              | 0      | 0      |
| Totaal  | Totaal        | Totaal        | 467        | 89         | 62    | 8     | 90             | 13             | 619    | 110    |

Bijgewerkt op 22 juli 2025.

## Interlandcarrière
Tussen 2010 en 2012 was Schwab actief voor Oostenrijk –21, waarvoor hij zeventien wedstrijden speelde. In oktober 2015 werd hij voor het eerst opgeroepen voor het Oostenrijks voetbalelftal voor twee kwalificatiewedstrijden voor het EK 2016 tegen Montenegro en Liechtenstein. Tijdens beide wedstrijden kwam de middenvelder niet in actie. In november werd hij niet opgeroepen voor de vriendschappelijke wedstrijd tegen buurland Zwitserland. Zijn debuut volgde uiteindelijk op 14 november 2017, tijdens een oefeninterland tegen Uruguay (2–1). De doelpunten kwamen tijdens deze interland van Marcel Sabitzer en Louis Schaub namens Oostenrijk en Edinson Cavani namens Uruguay. Schwab begon op de reservebank en mocht van bondscoach Franco Foda in de blessuretijd invallen voor Sabitzer. De andere Oostenrijkse debutant dit duel was Deni Alar (Sturm Graz).
| Interlands van Stefan Schwab voor Oostenrijk | Interlands van Stefan Schwab voor Oostenrijk | Interlands van Stefan Schwab voor Oostenrijk | Interlands van Stefan Schwab voor Oostenrijk | Interlands van Stefan Schwab voor Oostenrijk | Interlands van Stefan Schwab voor Oostenrijk | Interlands van Stefan Schwab voor Oostenrijk |
| №                                            | Datum                                        | Wedstrijd                                    | Uitslag                                      | Competitie                                   | Goals                                        |                                              |
| Als speler bij Rapid Wien                    | Als speler bij Rapid Wien                    | Als speler bij Rapid Wien                    | Als speler bij Rapid Wien                    | Als speler bij Rapid Wien                    | Als speler bij Rapid Wien                    | Als speler bij Rapid Wien                    |
| -------------------------------------------- | -------------------------------------------- | -------------------------------------------- | -------------------------------------------- | -------------------------------------------- | -------------------------------------------- | -------------------------------------------- |
| 1                                            | 14 november 2017                             | Oostenrijk – Uruguay                         | 2 – 1                                        | Vriendschappelijk                            |                                              |                                              |

Bijgewerkt op 22 juli 2025.

## Erelijst
| Competitie      |               |               |               |               |
| Competitie      | Aantal        | Jaren         |               |               |
| Admira Wacker   | Admira Wacker | Admira Wacker | Admira Wacker | Admira Wacker |
| --------------- | ------------- | ------------- | ------------- | ------------- |
| Erste Liga      | 1             | 2010/11       |               |               |
| PAOK Saloniki   |               |               |               |               |
| Super League    | 1             | 2023/24       |               |               |
| Kupello Elladas | 1             | 2020/21       |               |               |